# Prémios Emmy do Primetime de 2017
A 69.ª edição do Prémios Emmy do Primetime premiou os melhores programas de televisão no horário nobre dos Estados Unidos exibidos no período de 1.º de junho de 2016 até 31 de maio de 2017, conforme escolhido pela Academia de Artes e Ciências da Televisão. A cerimônia foi realizada no domingo, 17 de setembro de 2017 no Microsoft Theater, no centro de Los Angeles, Califórnia, e foi transmitida nos EUA pela CBS. A cerimônia foi hospedada por Stephen Colbert. O Emmy dos Primetime Creative Arts foi realizado em 9 de setembro e 10 de setembro, sendo transmitido pela FXX em 16 de setembro.6. As nomeações foram anunciadas por Anna Chlumsky e Shemar Moore em 13 de julho de 2017.
No geral, o drama ocidental HBO ficção científica Westworld e Saturday Night Live da NBC foram os programas mais indicados com 22 cada um.

## Transmissão no Brasil
No Brasil, o evento foi transmitido na TV paga, no canal TNT às 20h do dia 17/09..

## Indicações
Vencedores em Negrito.

### Programas
| Melhor série de comédia - Veep (HBO) - Atlanta (FX) - Black-ish (ABC) - Master of None (Netflix) - Modern Family (ABC) - Silicon Valley (HBO) - Unbreakable Kimmy Schmidt (Netflix)                                                                     | Melhor série dramática - The Handmaid's Tale (Hulu) - Better Call Saul (AMC) - The Crown (Netflix) - House of Cards (Netflix) - Stranger Things (Netflix) - This Is Us (NBC) - Westworld (HBO)                                          |
| Melhor Talk Show - Last Week Tonight with John Oliver (HBO) - Full Frontal with Samantha Bee (TBS) - Jimmy Kimmel Live! (ABC) - The Late Late Show with James Corden (CBS) - The Late Show with Stephen Colbert (CBS) - Real Time with Bill Maher (HBO) | Melhor programa de Sketch - Saturday Night Live (NBC) - Billy on the Street (truTV) - Documentary Now! (IFC) - Drunk History (Comedy Central) - Portlandia (IFC) - Tracey Ullman's Show (HBO)                                           |
| Melhor Minissérie - Big Little Lies (HBO) - Fargo (FX) - Feud: Bette and Joan (FX) - Genius (Nat Geo) - The Night Of (HBO) | Melhor Telefilme - Black Mirror: "San Junipero" (Netflix) - Dolly Parton's Christmas of Many Colors: Circle of Love (NBC) - The Immortal Life of Henrietta Lacks (HBO) - Sherlock: The Lying Detective (PBS) - The Wizard of Lies (HBO) |
| Outstanding Reality-Competition Program - The Voice (NBC) - The Amazing Race (CBS) - American Ninja Warrior (NBC) - Project Runway (Lifetime) - RuPaul's Drag Race (VH1) - Top Chef (Bravo)                                                             | |

### Atuação

#### Atuação principal
| Melhor ator principal em série de comédia - Donald Glover como Earnest "Earn" Marks por Atlanta (Episódio: "The Big Bang") (FX) - Anthony Anderson como Sr. Andre "Dre" Johnson por Black-ish (Episódio: "Lemons") (ABC) - Aziz Ansari como Dev Shah por Master of None (Episódio: "The Dinner Party") (Netflix) - Zach Galifianakis como Chip Baskets e Dale Baskets por Baskets (Episódio: "Freaks") (FX) - William H. Macy como Frank Gallagher por Shameless (Episódio: "You Sold Me the Laundromat, Remember?") (Showtime) - Jeffrey Tambor como Maura Pfefferman por Transparent (Episódio: "Elizah") (Amazon Prime Video)                                 | Melhor atriz principal em série de comédia - Julia Louis-Dreyfus como Selina Meyer por Veep (Episódio: "Groundbreaking") (HBO) - Pamela Adlon como Sam Fox por Better Things (Episódio: "Future Fever") (FX) - Jane Fonda como Grace Hanson por Grace and Frankie (Episódio: "The Pot") (Netflix) - Allison Janney como Bonnie Plunkett por Mom (Episódio: "Tush Push and Some Radishes") (CBS) - Ellie Kemper como Kimmy Schmidt por Unbreakable Kimmy Schmidt (Episódio: "Kimmy Goes to College!") (Netflix) - Tracee Ellis Ross como Dr. Rainbow "Bow" Johnson por Black-ish (Episódio: "Being Bow-racial") (ABC) - Lily Tomlin como Frankie Bergstein por Grace and Frankie (Episódio: "The Burglary") (Netflix) |
| Melhor ator principal em série dramática - Sterling K. Brown como Randall Pearson por This Is Us (Episódio: "Memphis") (NBC) - Anthony Hopkins como Dr. Robert Ford por Westworld (Episódio: "Trompe L'Oeil") (HBO) - Bob Odenkirk como Jimmy McGill por Better Call Saul (Episódio: "Expenses") (AMC) - Matthew Rhys como Philip Jennings por The Americans (Episódio: "Crossbreed") (FX) - Liev Schreiber como Ray Donovan por Ray Donovan (Episódio: "Rattus Rattus") (Showtime) - Kevin Spacey como Frank Underwood por House of Cards (Episódio: "Chapter 53") (Netflix) - Milo Ventimiglia como Jack Pearson por This Is Us (Episódio: "Moonshadow") (NBC) | Melhor atriz principal em série dramática - Elisabeth Moss como June Osborne/Offred por The Handmaid's Tale (Episódio: "Night") (Hulu) - Viola Davis como Annalise Keating por How to Get Away with Murder (Episódio: "Wes") (ABC) - Claire Foy como Rainha Elizabeth II por The Crown (Episódio: "Assassins") (Netflix) - Keri Russell como Elizabeth Jennings por The Americans (Episódio: "Dyatkovo") (FX) - Evan Rachel Wood como Dolores Abernathy por Westworld (Episódio: "The Bicameral Mind") (HBO) - Robin Wright como Claire Underwood por House of Cards (Episódio: "Chapter 65") (Netflix) |
| Melhor ator principal em minissérie ou telefilme - Riz Ahmed como Nasir "Naz" Khan por The Night Of (HBO) - Benedict Cumberbatch como Sherlock Holmes por Sherlock: The Lying Detective (PBS) - Robert De Niro como Bernard 'Bernie' Madoff por The Wizard of Lies (HBO) - Ewan McGregor como Ray Stussy e Emmit Stussy por Fargo (FX) - Geoffrey Rush como Albert Einstein por Genius (Nat Geo) - John Turturro como John Stone por The Night Of (HBO) | Melhor atriz principal em minissérie ou telefilme - Nicole Kidman como Celeste Wright por Big Little Lies (HBO) - Carrie Coon como Gloria Burgle por Fargo (FX) - Felicity Huffman como Jeanette Hesby por American Crime (ABC) - Jessica Lange como Joan Crawford por Feud: Bette and Joan (FX) - Susan Sarandon como Bette Davis por Feud: Bette and Joan (FX) - Reese Witherspoon como Madeline Martha Mackenzie por Big Little Lies (HBO) |

#### Atuação coadjuvante
| Melhor Ator coadjuvante em série de comédia - Alec Baldwin como Donald Trump por Saturday Night Live (Episódio: "Host: Melissa McCarthy") (NBC) - Louie Anderson como Christine Baskets por Baskets (Episódio: "Denver") (FX) - Tituss Burgess como Titus Andromedon por Unbreakable Kimmy Schmidt (Episódio: "Kimmy's Roommate Lemonades!") (Netflix) - Ty Burrell como Phil Dunphy por Modern Family (Episódio: "Grab It") (ABC) - Tony Hale como Gary Walsh por Veep (Episódio: "Judge") (HBO) - Matt Walsh como Mike McLintock por Veep (Episódio: "Chicklet") (HBO) | Melhor Atriz coadjuvante em série de comédia - Kate McKinnon como Várias personagens por Saturday Night Live (Episódio: "Host: Dave Chappelle") (NBC) - Vanessa Bayer como Várias personagens por Saturday Night Live (Episódio: "Host: Dwayne Johnson") (NBC) - Anna Chlumsky como Amy Brookheimer por Veep (Episódio: "Groundbreaking") (HBO) - Kathryn Hahn como Raquel Fein por Transparent (Episódio: "Life Sucks and Then You Die") (Amazon Prime Video) - Leslie Jones como Várias personagens por Saturday Night Live (Episódio: "Host: Tom Hanks") (NBC) - Judith Light como Shelly Pfefferman por Transparent (Episódio: "Exciting and New") (Amazon Prime Video) |
| Melhor Ator coadjuvante em série dramática - John Lithgow como Winston Churchill por The Crown (Episódio: "Assassins") (Netflix) - Jonathan Banks como Mike Ehrmantraut por Better Call Saul (Episódio: "Witness") (AMC) - David Harbour como Jim Hopper por Stranger Things (Episódio: "Chapter Eight: The Upside Down") (Netflix) - Ron Cephas Jones como William H. Hill por This Is Us (Episódio: "Memphis") (NBC) - Michael Kelly como Doug Stamper por House of Cards (Episódio: "Chapter 64") (Netflix) - Mandy Patinkin como Saul Berenson por Homeland (Episódio: "America First") (Showtime) - Jeffrey Wright como Bernard Lowe por Westworld (Episódio: "The Well-Tempered Clavier") (HBO) | Melhor Atriz coadjuvante em série dramática - Ann Dowd como Tia Lydia por The Handmaid's Tale (Episódio: "Offred") (Hulu) - Uzo Aduba como Suzanne "Crazy Eyes" Warren por Orange Is the New Black (Episódio: "People Persons") (Netflix) - Millie Bobby Brown como Onze/Jane Ives por Stranger Things (Episódio: "Chapter Seven: The Bathtub") (Netflix) - Chrissy Metz como Kate Pearson por This Is Us (Episódio: "Pilot") (NBC) - Thandiwe Newton como Maeve Millay por Westworld (Episódio: "Trace Decay") (HBO) - Samira Wiley como Moira por The Handmaid's Tale (Episódio: "Night") (Hulu)                                                                          |
| Melhor ator coadjuvante em minissérie ou telefilme - Alexander Skarsgård como Perry Wright por Big Little Lies (Episódio: "Living the Dream") (HBO) - Bill Camp como Dennis Box por The Night Of (Episódio: "Subtle Beast") (HBO) - Alfred Molina como Robert Aldrich por Feud: Bette and Joan (Episódio: "Pilot") (FX) - David Thewlis como V.M. Varga por Fargo (Episódio: "The Narrow Escape Problem") (FX) - Stanley Tucci como Jack L. Warner por Feud: Bette and Joan (Episódio: "Pilot") (FX) - Michael K. Williams como Freddy Knight por The Night Of (Episódio: "The Art of War") (HBO) | Melhor atriz coadjuvante em minissérie ou telefilme - Laura Dern como Renata Klein por Big Little Lies (Episódio: "Once Bitten") (HBO) - Judy Davis como Hedda Hopper por Feud: Bette and Joan (Episódio: "And the Winner Is... (The Oscars of 1963)") (FX) - Jackie Hoffman como Mamacita por Feud: Bette and Joan (Episódio: "More, or Less") (FX) - Regina King como Kimara Walters por American Crime (Episódio: "Season Three: Episódio Three") (ABC) - Michelle Pfeiffer como Ruth Madoff por The Wizard of Lies (HBO) - Shailene Woodley como Jane Chapman por Big Little Lies (Episódio: "Push Comes to Shove") (HBO)                                               |

### Direção
| Melhor direção em série de comédia - Atlanta (Episódio: "B.A.N."), dirigido por Donald Glover (FX) - Silicon Valley (Episódio: "Intellectual Property"), dirigido por Jamie Babbit (HBO) - Silicon Valley (Episódio: "Server Error"), dirigido por Mike Judge (HBO) - Veep (Episódio: "Blurb"), dirigido por Morgan Sackett (HBO) - Veep (Episódio: "Justice"), dirigido por Dale Stern (HBO) - Veep (Episódio: "Groundbreaking"), dirigido por David Mandel (HBO)                                                                        | Melhor direção em série dramática - The Handmaid's Tale (Episódio: "Offred"), dirigido por Reed Morano (Hulu) - Better Call Saul (Episódio: "Witness"), dirigido por Vince Gilligan (AMC) - The Crown (Episódio: "Hyde Park Corner"), dirigido por Stephen Daldry (Netflix) - The Handmaid's Tale (Episódio: "The Bridge"), dirigido por Kate Dennis (Hulu) - Homeland (Episódio: "America First"), dirigido por Lesli Linka Glatter (Showtime) - Stranger Things (Episódio: "Chapter One: The Vanishing of Will Byers"), dirigido por The Duffer Brothers (Netflix) - Westworld (Episódio: "The Bicameral Mind"), dirigido por Jonathan Nolan (HBO) |
| Melhor direção em especial de variedades - Saturday Night Live (Episódio: "Convidado: Jimmy Fallon"), dirigido por Don Roy King (NBC) - Drunk History (Episódio: "Hamilton"), dirigido por Jeremy Konner e Derek Waters (Comedy Central) - Jimmy Kimmel Live! (Episódio: "The (RED) Show"), dirigido por Andy Fisher (ABC) - Last Week Tonight with John Oliver (Episódio: "Multi-Level Marketing"), dirigido por Paul Pennolino (HBO) - The Late Show with Stephen Colbert (Episódio: "Episódio 0179"), dirigido por Jim Hoskinson (CBS) | Melhor direção em série limitada, telefilme ou especial dramático - Big Little Lies, dirigido por Jean-Marc Vallée (HBO) - Fargo (Episódio: "The Law of Vacant Places"), dirigido por Noah Hawley (FX) - Feud: Bette and Joan (Episódio: "And the Winner Is... (The Oscars of 1963)"), dirigido por Ryan Murphy (FX) - Genius (Episódio: "Einstein: Chapter One"), dirigido por Ron Howard (Nat Geo) - The Night Of (Episódio: "The Art of War"), dirigido por James Marsh (HBO) - The Night Of (Episódio: "The Beach"), dirigido por Steven Zaillian (HBO)                                                                                          |

### Roteiro
| Melhor roteiro em série de comédia - Master of None (Episódio: "Thanksgiving"), escrito por Aziz Ansari e Lena Waithe (Netflix) - Atlanta (Episódio: "B.A.N."), escrito por Donald Glover (FX) - Atlanta (Episódio: "Streets on Lock"), escrito por Stephen Glover (FX) - Silicon Valley (Episódio: "Success Failure"), escrito por Alec Berg (HBO) - Veep (Episódio: "Georgia"), escrito por Billy Kimball (HBO) - Veep (Episódio: "Groundbreaking"), escrito por David Mandel (HBO) | Melhor roteiro em série dramática - The Handmaid's Tale (Episódio: "Offred"), escrito por Bruce Miller (Hulu) - The Americans (Episódio: "The Soviet Division"), escrito por Joel Fields e Joe Weisberg (FX) - Better Call Saul (Episódio: "Chicanery"), escrito por Gordon Smith (AMC) - The Crown (Episódio: "Assassins"), escrito por Peter Morgan (Netflix) - Stranger Things (Episódio: "Chapter One: The Vanishing of Will Byers"), escrito por The Duffer Brothers (Netflix) - Westworld (Episódio: "The Bicameral Mind"), escrito por Lisa Joy e Jonathan Nolan (HBO)                   |
| Melhor roteiro de especial de variedades - Last Week Tonight with John Oliver (HBO) - Full Frontal with Samantha Bee (TBS) - Late Night with Seth Meyers (NBC) - The Late Show with Stephen Colbert (CBS) - Saturday Night Live (NBC) | Melhor roteiro para série limitada, telefilme ou especial dramático - Black Mirror: San Junipero, escrito por Charlie Brooker (Netflix) - Big Little Lies, escrito por David E. Kelley (HBO) - Fargo (Episódio: "The Law of Vacant Places"), escrito por Noah Hawley (FX) - Feud: Bette and Joan (Episódio: "And the Winner Is... (The Oscars of 1963)"), escrito por Ryan Murphy (FX) - Feud: Bette and Joan (Episódio: "Pilot"), escrito por Jaffe Cohen, Michael Zam e Ryan Murphy (FX) - The Night Of (Episódio: "The Call of the Wild"), escrito por Richard Price e Steven Zaillian (HBO) |

## Mútiplas Indicações
Por Emissoras
| Nomeações | Emissoras |
| --------- | --------- |
| 46        | HBO       |
| 27        | FX        |
| 27        | Netflix   |
| 17        | NBC       |
| 11        | ABC       |
| 7         | CBS       |
| 7         | Hulu      |
| 6         | Showtime  |
| 5         | AMC       |
| 4         | TBS       |